# بلو بيري هيل (تكساس)
بلو بيري هيل (بالإنجليزية: Blue Berry Hill CDP, Texas)‏ هي منطقة سكنية تقع بولاية تكساس في الولايات المتحدة. تبلغ مساحتها 7.6 كم2، وترتفع عن سطح البحر 83 م، بلغ عدد سكانها 866 نسمة في عام 2010 حسب إحصاء مكتب تعداد الولايات المتحدة وتصل الكثافة السكانية فيها 113.9 نسمة لكل كيلومتر مربع (295.0/ميل2).

## التركيبة السكانية
حدّد مكتب تعداد الولايات المتحدة بيانات التركيبة السكانية لبلو بيري هيل في تعداد الولايات المتحدة. في ما يلي، التركيبة السكانية حسب تعدادي 2000 و2010.

### تعداد عام 2000
بلغ عدد سكان بلو بيري هيل 982 نسمة بحسب تعداد عام 2000، وبلغ عدد الأسر 316 أسرة وعدد العائلات 239 عائلة مقيمة في المنطقة السكنية. في حين سجلت الكثافة السكانية 129.2 نسمة لكل كيلومتر مربع (334.6/ميل2). وبلغ عدد الوحدات السكنية 370 وحدة بمتوسط كثافة قدره 48.7 لكل كيلومتر مربع (126.1/ميل2).
وتوزع التركيب العرقي للمنطقة السكنية بنسبة 66.60% من البيض و0.20% من الأمريكيين الأفارقة و1.02% من الأمريكيين الأصليين و0.20% من الأمريكيين ذوي الأصول الآسيوية و30.24% من الأعراق الأخرى و1.73% من عرقين مختلطين أو أكثر و80.45% من الهسبانيون أو اللاتينيون من أي عرق.
بلغ عدد الأسر 316 أسرة كانت نسبة 48.1% منها لديها أطفال تحت سن الثامنة عشر تعيش معهم، وبلغت نسبة الأزواج القاطنين مع بعضهم البعض 52.5% من أصل المجموع الكلي للأسر، ونسبة 17.4% من الأسر كان لديها معيلات من الإناث دون وجود شريك،  بينما كانت نسبة 5.7% من الأسر لديها معيلون من الذكور دون وجود شريكة وكانت نسبة 24.4% من غير العائلات. تألفت نسبة 16.1% من أصل جميع الأسر من عدة أفراد يعيشون في نفس المنزل ونسبة 5.7% كانت تتألف من شخص يعيش بمفرده يبلغ من العمر 65 عاماً أو أكثر. وبلغ متوسط حجم الأسرة المعيشية 3.11، أما متوسط حجم العائلات فبلغ 3.54.
بلغ العمر الوسطي للسكان 29.4 عاماً. وكانت نسبة 34% من القاطنين تحت سن الثامنة عشر، وكانت نسبة 11.4% بين الثامنة عشر والرابعة والعشرين عاماً، ونسبة 27% كانت واقعةً في الفئة العمرية ما بين الخامسة والعشرين والرابعة والأربعين عاماً، ونسبة 19.9% كانت ما بين الخامسة والأربعين والرابعة والستين، ونسبة 7.7% كانت ضمن فئة الخامسة والستين عاماً فما فوق. يوجد لكل 100 أنثى 101.6 ذكر، ويوجد لكل 100 أنثى في الثامنة عشر من عمرها فما فوق 97.0 ذكر.
بلغ متوسط دخل الأسرة في المنطقة السكنية 26,500 دولارًا، أما متوسط دخل العائلة فبلغ 26,250 دولارًا. وكان متوسط دخل الذكور 27,273 دولارًا مقابل 16,912 دولارًا للإناث. وسجل دخل الفرد الخاص بالمنطقة السكنية 9,255 دولارًا. وكانت نسبة 39.5% من العائلات ونسبة 45.3% من السكان تحت خط الفقر، وكان من هؤلاء نسبة 66.1% تحت سن الثامنة عشر ونسبة 21.7% في الخامسة والستين من العمر وما فوق.

### تعداد عام 2010
بلغ عدد سكان بلو بيري هيل 866 نسمة بحسب تعداد عام 2010، وبلغ عدد الأسر 291 أسرة وعدد العائلات 223 عائلة مقيمة في المنطقة السكنية. في حين سجلت الكثافة السكانية 113.9 نسمة لكل كيلومتر مربع (295.0/ميل2). وبلغ عدد الوحدات السكنية 356 وحدة بمتوسط كثافة قدره 46.8 لكل كيلومتر مربع (121.2/ميل2).
وتوزع التركيب العرقي للمنطقة السكنية بنسبة 78.87% من البيض و0.92% من الأمريكيين الأفارقة و0.23% من الأمريكيين الأصليين و0.58% من الأمريكيين ذوي الأصول الآسيوية و16.97% من الأعراق الأخرى و2.42% من عرقين مختلطين أو أكثر و82.33% من الهسبانيون أو اللاتينيون من أي عرق.
بلغ عدد الأسر 291 أسرة كانت نسبة 43.3% منها لديها أطفال تحت سن الثامنة عشر تعيش معهم، وبلغت نسبة الأزواج القاطنين مع بعضهم البعض 47.1% من أصل المجموع الكلي للأسر، ونسبة 22% من الأسر كان لديها معيلات من الإناث دون وجود شريك،  بينما كانت نسبة 7.6% من الأسر لديها معيلون من الذكور دون وجود شريكة وكانت نسبة 23.4% من غير العائلات. تألفت نسبة 18.6% من أصل جميع الأسر من عدة أفراد يعيشون في نفس المنزل ونسبة 5.5% كانت تتألف من شخص يعيش بمفرده يبلغ من العمر 65 عاماً أو أكثر. وبلغ متوسط حجم الأسرة المعيشية 2.98، أما متوسط حجم العائلات فبلغ 3.35.
بلغ العمر الوسطي للسكان 35.3 عاماً. وكانت نسبة 30.9% من القاطنين تحت سن الثامنة عشر، وكانت نسبة 9.6% بين الثامنة عشر والرابعة والعشرين عاماً، ونسبة 22.7% كانت واقعةً في الفئة العمرية ما بين الخامسة والعشرين والرابعة والأربعين عاماً، ونسبة 26.8% كانت ما بين الخامسة والأربعين والرابعة والستين، ونسبة 9.9% كانت ضمن فئة الخامسة والستين عاماً فما فوق. وتوزع التركيب الجنسي للسكان بنسبة 50.5% ذكور و49.5% إناث.